# Listrognathus brevicornis
Listrognathus brevicornis là một loài tò vò trong họ Ichneumonidae.